# Georges St-Pierre
Georges St-Pierre (n. 19 mai 1981, Saint-Isidore⁠(d), provincia Québec, Canada), de asemenea, cunoscut sub numele de GSP, este un actor si luptator de arte marțiale mixte canadian, care a fost campion UFC în două rânduri. St-Pierre a fost pentru mai mulți ani, clasat ca semimijlocie nr.1 in lume de Sherdog, și multe alte publicații.
 În 2008, 2009 și 2010 a fost numit Sportivul canadian al Anului de către Rogers Sportsnet. pe 13 decembrie 2013, St-Pierre a eliberat titlul său și a decis să ia ceva timp liber de la sport, dar în 2017 s-a întors și se așteaptă să lupte cu Michael Bisping pentru centură pe 4 noiembrie 2017.

## Rezultate în MMA
| Rezultate profesioniste |             |              |
| 28 meciuri              | 26 victorii | 2 înfrângeri |
| Prin knockout           | 8           | 1            |
| Prin predare            | 6           | 1            |
| La puncte               | 12          | 0            |

| Rezultat   | La general | Adversar         | Metodă                                  | Eveniment              | Data              | Runda | Timp | Locația                                  | Note                                                                                 |
| ---------- | ---------- | ---------------- | --------------------------------------- | ---------------------- | ----------------- | ----- | ---- | ---------------------------------------- | ------------------------------------------------------------------------------------ |
| Victorie   | 26–2       | Michael Bisping  | Technical Submission (rear-naked choke) | UFC 217                | 4 noiembrie 2017  | 3     | 4:23 | New York City, New York, United States   | Middleweight debut. Won the UFC Middleweight Championship. Performance of the Night. |
| Victorie   | 25–2       | Johny Hendricks  | Decizie (split)                         | UFC 167                | 16 noiembrie 2013 | 5     | 5:00 | Las Vegas, Nevada, United States         | Defended the UFC Welterweight Championship. Fight of the Night. Later vacated title. |
| Victorie   | 24–2       | Nick Diaz        | Decizie (unanim)                        | UFC 158                | 16 martie 2013    | 5     | 5:00 | Montreal, Quebec, Canada                 | Defended the UFC Welterweight Championship.                                          |
| Victorie   | 23–2       | Carlos Condit    | Decizie (unanim)                        | UFC 154                | 17 noiembrie 2012 | 5     | 5:00 | Montreal, Quebec, Canada                 | Defended and unified the UFC Welterweight Championship.                              |
| Victorie   | 22–2       | Jake Shields     | Decizie (unanim)                        | UFC 129                | 30 aprilie 2011   | 5     | 5:00 | Toronto, Ontario, Canada                 | Defended the UFC Welterweight Championship.                                          |
| Victorie   | 21–2       | Josh Koscheck    | Decizie (unanim)                        | UFC 124                | 11 decembrie 2010 | 5     | 5:00 | Montreal, Quebec, Canada                 | Defended the UFC Welterweight Championship. Fight of the Night.                      |
| Victorie   | 20–2       | Dan Hardy        | Decizie (unanim)                        | UFC 111                | 27 martie 2010    | 5     | 5:00 | Newark, New Jersey, United States        | Defended the UFC Welterweight Championship.                                          |
| Victorie   | 19–2       | Thiago Alves     | Decizie (unanim)                        | UFC 100                | 11 iulie 2009     | 5     | 5:00 | Las Vegas, Nevada, United States         | Defended the UFC Welterweight Championship.                                          |
| Victorie   | 18–2       | B.J. Penn        | TKO (corner stoppage)                   | UFC 94                 | 31 ianuarie 2009  | 4     | 5:00 | Las Vegas, Nevada, United States         | Defended the UFC Welterweight Championship.                                          |
| Victorie   | 17–2       | Jon Fitch        | Decizie (unanim)                        | UFC 87                 | 9 august 2008     | 5     | 5:00 | Minneapolis, Minnesota, United States    | Defended the UFC Welterweight Championship. Fight of the Night.                      |
| Victorie   | 16–2       | Matt Serra       | TKO (knees to the body)                 | UFC 83                 | 19 aprilie 2008   | 2     | 4:45 | Montreal, Quebec, Canada                 | Won and unified the UFC Welterweight Championship.                                   |
| Victorie   | 15–2       | Matt Hughes      | Verbal Submission (armbar)              | UFC 79                 | 29 decembrie 2007 | 2     | 4:54 | Las Vegas, Nevada, United States         | Won the interim UFC Welterweight Championship. Submission of the Night.              |
| Victorie   | 14–2       | Josh Koscheck    | Decizie (unanim)                        | UFC 74                 | 25 august 2007    | 3     | 5:00 | Las Vegas, Nevada, United States         |                                                                                      |
| Înfrângere | 13–2       | Matt Serra       | TKO (punches)                           | UFC 69                 | 7 aprilie 2007    | 1     | 3:25 | Houston, Texas, United States            | Lost the UFC Welterweight Championship.                                              |
| Victorie   | 13–1       | Matt Hughes      | TKO (head kick and punches)             | UFC 65                 | 18 noiembrie 2006 | 2     | 1:25 | Sacramento, California, United States    | Won the UFC Welterweight Championship. Knockout of the Night.                        |
| Victorie   | 12–1       | B.J. Penn        | Decizie (split)                         | UFC 58                 | 4 martie 2006     | 3     | 5:00 | Las Vegas, Nevada, United States         | UFC Welterweight title eliminator.                                                   |
| Victorie   | 11–1       | Sean Sherk       | TKO (punches and elbows)                | UFC 56                 | 19 noiembrie 2005 | 2     | 2:53 | Las Vegas, Nevada, United States         |                                                                                      |
| Victorie   | 10–1       | Frank Trigg      | Submission (rear-naked choke)           | UFC 54                 | 20 august 2005    | 1     | 4:09 | Las Vegas, Nevada, United States         |                                                                                      |
| Victorie   | 9–1        | Jason Miller     | Decizie (unanim)                        | UFC 52                 | 16 aprilie 2005   | 3     | 5:00 | Las Vegas, Nevada, United States         |                                                                                      |
| Victorie   | 8–1        | Dave Strasser    | Submission (kimura)                     | TKO 19: Rage           | 29 ianuarie 2005  | 1     | 1:52 | Montreal, Quebec, Canada                 |                                                                                      |
| Înfrângere | 7–1        | Matt Hughes      | Submission (armbar)                     | UFC 50                 | 22 octombrie 2004 | 1     | 4:59 | Atlantic City, New Jersey, United States | For the vacant UFC Welterweight Championship.                                        |
| Victorie   | 7–0        | Jay Hieron       | TKO (punches)                           | UFC 48                 | 19 iunie 2004     | 1     | 1:42 | Las Vegas, Nevada, United States         |                                                                                      |
| Victorie   | 6–0        | Karo Parisyan    | Decizie (unanim)                        | UFC 46                 | 31 ianuarie 2004  | 3     | 5:00 | Las Vegas, Nevada, United States         |                                                                                      |
| Victorie   | 5–0        | Pete Spratt      | Submission (rear-naked choke)           | TKO 14: Road Warriors  | 29 noiembrie 2003 | 1     | 3:40 | Victoriaville, Quebec, Canada            |                                                                                      |
| Victorie   | 4–0        | Thomas Denny     | TKO (doctor stoppage)                   | UCC 12: Adrenaline     | 25 ianuarie 2003  | 2     | 4:45 | Montreal, Quebec, Canada                 | Doctor stoppage due to cut.                                                          |
| Victorie   | 3–0        | Travis Galbraith | TKO (elbows)                            | UCC 11: The Next Level | 11 octombrie 2002 | 1     | 2:03 | Montreal, Quebec, Canada                 | Defended the UCC Welterweight Championship.                                          |
| Victorie   | 2–0        | Justin Bruckmann | Submission (armbar)                     | UCC 10: Battles        | 15 iunie 2002     | 1     | 3:53 | Gatineau, Quebec, Canada                 | Won the UCC Welterweight Championship.                                               |
| Victorie   | 1–0        | Ivan Menjivar    | TKO (punches)                           | UCC 7: Bad Boyz        | 25 ianuarie 2002  | 1     | 4:59 | Montreal, Quebec, Canada                 |                                                                                      |

## Filmografie
- Kickboxer: Răzbunarea (2016) - Kavi